# دنی توماس
دنی توماس (به انگلیسی: Danny Thomas) زادهٔ ۶ ژانویه ۱۹۱۲ میشیگان بازیگر هالیوود و کمدین آمریکایی لبنانی-تبار. در ابتدا مدیران کمپانی پارامونت وی را برای ایفای نقش ویتو کورلئونه در فیلم پدرخوانده در نظر داشتند. اما دنی توماس که خود شاهد تمرین‌های مارلون براندو بود پارامونت را وادار ساخت تا ایفای این نقش را به براندو بسپارند.
او همچنین بنیان‌گذار بیمارستان تحقیقاتی اطفال سنت جود بود.